# شهرستان جفرسون (کنتاکی)
شهرستان جفرسون، کنتاکی (به انگلیسی: Jefferson County, Kentucky) یک سکونتگاه مسکونی در ایالات متحده آمریکا است که در کنتاکی واقع شده‌است.